# Arseniusz II (arcybiskup ochrydzki)
Arseniusz (ur. w Ochrydzie, zm. po 1767 w klasztorze Zografu) – ostatni zwierzchnik autonomicznego Arcybiskupstwa Ochrydzkiego przed jego likwidacją.

## Życiorys
Przed objęciem urzędu arcybiskupa ochrydzkiego Arseniusz był metropolitą pelagonijskim. Po śmierci arcybiskupa Izajasza został wybrany na jego następcę wbrew życzeniu patriarchy konstantynopolitańskiego Joannicjusza III. W 1767 Arseniusz II został zmuszony do rezygnacji z urzędu z powodu fałszywych oskarżeń o kontakty z Rosją (według innych źródeł, z Wenecją). Następnie autonomia Arcybiskupa Ochrydzkiego została zlikwidowana, a wchodzące w jego skład administratury stały się zwykłymi eparchiami Patriarchatu Konstantynopolitańskiego. Między styczniem a czerwcem 1767 Arseniusz zachował kontrolę nad eparchią pelagonijską, jednak 24 czerwca 1767 musiał zrezygnować także z tego urzędu. Wyjechał wówczas do bułgarskiego klasztoru Zografu na Athosie, gdzie pozostawał do końca życia, otoczony szacunkiem innych bułgarskich mnichów. Zachowało się wiele podań na jego temat, zaś w II poł. XIX w. jego postać stała się jedną z symbolicznych sylwetek przywoływanych przez bułgarskich duchownych w czasie starań na rzecz powołania Egzarchatu Bułgarskiego.